# Veress Gábor (zenei szakíró)
Veress Gábor (Marosvásárhely, 1869. január 5. – Nagyenyed, 1937. február 10.) erdélyi magyar zenetanár, zenei szakíró, tankönyvíró, Veress István bátyja.

## Életpályája
A kolozsvári tanítóképző elvégzése után Budapesten a Zeneakadémián tanult, Siklós Albert, Herzfeld Viktor és Kerner István voltak a vezető tanárai. Bár Kerner hívta a budapesti Operaházhoz, a honvágy miatt hazatért Marosvásárhelyre, s ott kezdte el tanári pályáját. 1896-ban a nagyenyedi Bethlen Gábor Kollégium tanítóképzőjének zenetanára lett, és ott tanított 1933-ig, nyugdíjba vonulásáig.
Az 1900-as évek elején öccsével, Veress Istvánnal együtt Csíkban, Marosvásárhely környékén, Kovásznán, a hétfalusi csángóknál, később Nagyenyed vidékén megkezdték a fonográffal való népdalgyűjtést. A tanítóképző dalkarának székely népdalokat, népi táncokat (szeredai négynyüstös) tanított. 1904-ben a Bethlen Gábor Kollégiumban A székelyek zenéjéről tartotta tanári székfoglaló előadását. Ebben zeneileg vizsgálta a balladát. Első megállapítása szerint a székely ballada „zenéjén az ősiség zománca villog”. A magyar népdalban az „őshazából kihozott és idegen hatásoktól mentes ősdallamot” kereste. Az „ősdallam” pontosabb meghatározásához ugyan nem jutott el, de tanította a pentatóniát.
Az Ethnographiában is jelentkezett népballada-közlésekkel (pl. a Molnár Annával). Ugyanekkor a Nagyenyedi Daloskörrel, amelynek az 1890-es évektől karnagya volt, klasszikusok betanítására, előadására is vállalkozott. 1927-ben Beethoven V. szimfóniáját adták elő. 1910–11-ben Bartókkal együtt „hivatalos megbízásra népköltészeti gyűjtést végzett fonográffal” (Értesítő 1910–11). E gyűjtések eredményét a budapesti Néprajzi Múzeum őrizte meg, egy részét megjelentette Dalok az iskolának c. tankönyvében. Ebben a hivatalosan megkövetelt anyag mellett főként népdalokat közölt. Figyelmeztette tanítványait a helyes népi kiejtésre is. Ragaszkodott a régi romantikus elvekhez, a díszítéseket azonban nem kedvelte, ezért az egyszerű, népi előadásmódot honosította meg tanítványai útján a falusi dalárdákban is.
Népdalgyűjtő útjairól az első világháború éveiben betegeskedése miatt le kellett mondania, de az enyedi zenei életben tevékenyen részt vett. A Magyar Dalosszövetség kottatára megőrizte az általa feldolgozott Petőfi-dalokat és az újabb költők verseire komponált dalait. Tanítványaitól (Incze János, Markó Gábor, Sárkány Ferenc, Székely Mihály) tudjuk, hogy különösképp szerette Kodályt, dicsérte Psalmusát, betanította Villőjét, noha annak nyilvános előadására nem kerülhetett sor. 1937. február 13-án helyezték örök nyugalomra Nagyenyeden.

## Fontosabb művei
- Gyászdalok (Budapest, 1901);
- A székelyek zenéje (a Bethlen Kollégium 1904–1905. évi értesítőjében);
- Hegedűiskola (Nagyenyed, 1905);
- Református chorálkönyv (Budapest, 1908; 2. kiad. Nagyenyed 1929);
- Chorálkönyv. Az Erdélyi Református Egyházkerület által kiadott új énekeskönyv Hozsánna énekeihez. Orgonára és vegyeskarra (Kolozsvár, 1925);
- Dalok az iskolának (Elemi iskola és tanítóképzők I–IV. és gimnáziumok alsó osztályai számára. I. kötet. Kolozsvár, 1927);
- Hegedűiskola… tanítóképzők számára (Kolozsvár, 1931).

## Nyomtatásban megjelent kórusművei
- Szebb a kutya, mint a páva. Vegyeskarra (Kolozsvár, é. n.);
- Hej, Meháj! Férfikarra és vegyeskarra (Kolozsvár, é. n.);
- Meg-megcsendül. Férfikarra (Kolozsvár, 1927);
- Bánatosan, keservesen. Férfikarra (Kolozsvár, 1930);
- Erdélyi fák között… Vegyeskarra (Kolozsvár, 1932);
- Erdő, erdő, erdő… Férfikarra (Kolozsvár, 1935);
- Megígérted, hogy elveszel. Férfikarra (Kolozsvár, 1935).[1]

Kéziratos hagyatékát a budapesti Néprajzi Múzeum és a kolozsvári Protestáns Teológia őrzi.